# Aurea Parma
Aurea Parma è una rivista quadrimestrale dedicata alla storia, all'arte e alla letteratura di Parma. 

## Storia
Venne fondata nel 1912 da Glauco Lombardi e Giuseppe Melli. È stata pubblicata regolarmente (con una sola interruzione dal 1916 al 1919 per la prima guerra mondiale) fino ad oggi. Si pone come obiettivo lo studio del passato e del presente della città di Parma e delle sue manifestazioni artistiche e intellettuali.
Tra i redattori del settore letterario vi sono stati Ugo Betti, Renzo Pezzani, Francesco Squarcia, Attilio Bertolucci, Giorgio Cusatelli, Bonaventura Tecchi e Pier Luigi Bacchini. Nel 1942, per il trentesimo dalla fondazione, furono pubblicati gli indici 1912-1941 a cura di Riccardo Cassinelli; nel 1962, per il cinquantesimo, videro la luce gli indici 1942-1961, a cura di Gino Lucchetti.
Alla redazione della rivista si sono succeduti tra gli altri: Arnaldo Barilli, Antonio Boselli, Ildebrando Cocconi, Francesca Morabito, Jacopo Bocchialini, Giovanni Silvani, Eugenio Bassanini, Giovanni Drei, Giovanni Copertini, Francesco Borri, Arturo Scotti, Francesco Squarcia, Giuseppina Allegri Tassoni, Giorgio Cusatelli, Corrado Pecorella, Roberto Tassi, Fausto Razzetti, Guglielmo Capacchi, Angelo Ciavarella, Giovanni Gonzi, Aldo Curti, Giuseppe Bertini, Marzio Dall’Acqua, Giuseppe Massari, Eduardo Burgio, Adelisa Prandi Gambarelli, Anna Bartoli, Emilio Zucchi e Pier Paolo Mendogni.